# Флаг Орловского района
Флаг Орло́вского района — официальный символ Орловского муниципального района Орловской области Российской Федерации.
Утверждён 23 декабря 2009 года и внесён в Государственный геральдический регистр Российской Федерации с присвоением регистрационного номера 5871.
Составлен на основании герба Орловского муниципального района по правилам и соответствующим традициям вексиллологии и отражает исторические, культурные, социально-экономические, национальные и иные местные традиции.

## Описание
Прямоугольное голубое полотнище с отношением ширины к длине 2:3, с каймой в 1/6 ширины полотнища, составленной из двенадцати чередующихся жёлтых и зелёных частей; поверх каймы изображена, выходящая из нижнего края белая башня с положенным на неё белым же ключом двойной бородкой к древку, на котором сидит чёрный орёл с жёлтыми клювом и лапами, увенчанный жёлтой закрытой короной, распростёрший правое крыло и сложивший левое.

## Обоснование символики
Территория Орловского района была заселена много столетий назад, об этом красноречиво свидетельствуют многочисленные памятники археологии. На территории района находился летописный город Спащь — ровесник Москвы. Многие населённые пункты известны с XVI века. Особенностью района является то, что он пригородный к городу Орлу. Его культура, история, экономика неразрывно связана с городом. Это отражено на флаге композиционно: орёл, сидящий на городской башне и держащий ключ символизирует ключевую роль района в жизни областного центра; то, что, образно говоря, не пройдя район, в город не попасть.
Символика каймы многозначна:
- Кайма дополняет городскую символику, показывая район, окружающий город со всех сторон;

- Составленная из жёлтых и зелёных частей, аллегорически показывает сельскохозяйственную направленность экономики района, отражая поля с посевами и спелые нивы.

- Подобная кольцу и составленная из частей в неразрывное целое, символизирует район, в состав, которого вошёл ряд сельских и городское поселение.

Жёлтый цвет (золото) символизирует урожай, богатство, стабильность, уважение и интеллект.
Зелёный цвет символизирует природу, здоровье, молодость, жизненный рост.
Белый цвет (серебро) символизирует чистоту, совершенство, мир, взаимопонимание.
Голубой цвет символизирует честь, благородство, духовность, возвышенные устремления.
Чёрный цвет символизирует плодородие, мудрость, скромность, вечность бытия.